# Insel der Dämonen
Insel der Dämonen ist ein 1932 auf Bali entstandenes, deutsches Dokumentarfilmdrama von Friedrich Dalsheim.

## Handlung
Die Handlung spielt unter Eingeborenen in einem Dorf auf Bali. Wajan, der Sohn einer alten Hexe, vor der das gesamte Dorf in großer Angst lebt, hat sich in Sari, die Tochter des wohlhabenden Kaufmannes Lombos, verliebt. Lombos will jedoch nicht, dass der Nachkomme dieser Magierin Sari heiratet. Wajang und das Mädchen müssen sich daher stets heimlich treffen, etwa bei der Arbeit auf den Reisfeldern oder beim Tanz. Eines Tages kommt großes Unheil über die Insel, das Krankheit, Tod und Verderben mit sich bringt. Sofort beschuldigen die Einwohner die Zauberin, die mit magischen Kräften diesen Fluch ausgelöst haben soll. Für die jungen Liebenden bedeuten diese Ereignisse noch schwerere Zeiten. Erst als der angesehene Priester des Dorfes die Bewohner von dem angeblichen Fluch befreit, können Wajan und Sari ihr Glück offen ausleben. Es wird ein großes Fest mit traditionellen balinesischen Zeremonien und Tänzen auf die Beine gestellt, mit dem der Dank über die Errettung von großem Unglück Ausdruck verliehen werden soll.

## Produktionsnotizen
Insel der Dämonen entstand innerhalb mehrerer Wochen im Rahmen einer Filmexpedition Dalsheims und des Expeditionsleiters Victor von Plessen nach Indonesien. Dalsheim plante mit den hier zu sehenden, dokumentarische Aufnahmen von Land und Leuten, eingerahmt von einer Spielhandlung mit Eingeborenen, auf den Spuren von F. W. Murnau und Robert J. Flaherty (Tabu) zu wandeln. Der Film, dessen Drehbuch in Zusammenarbeit mit den ortsansässigen Priestern und Häuptlingen angefertigt wurde, erlebte seine Weltpremiere in Berlin am 16. Februar 1933. Es war zugleich Dalsheims letzte deutsche Inszenierung, die offiziell seinen Namen trug.

## Kritiken
Die Österreichische Film-Zeitung schrieb: Insel der Dämonen „gibt ein treffendes Bild von dem Zauber, der Landschaft und des Lebens auf Bali.“
Im Lexikon des Internationalen Films heißt es: „Der Regisseur ließ in einer Spielhandlung Eingeborene eine wahre Begebenheit aus ihrem eigenen Leben nachstellen, die den Hexen- und Dämonenglauben auf Bali sehr eindrucksvoll deutlich macht.“
„Als Spielfilm konzipiert und auf ethnographischen Hintergrundinformationen basierend, war er seinerzeit maßgeblich an der Entstehung des westlichen Mythos von Bali als „Sehnsuchtsort“ beteiligt. In eindrucksvollen Bildern, untermalt von den Klängen indonesischer Gamelanmusik, erzählt „Insel der Dämonen“ die Liebesgeschichte des jungen Wajang, Sohn der Dorfhexe, und der schönen Kaufmannstochter Sari. Doch bevor die Liebenden zueinander finden, müssen zunächst dämonische Kräfte überwunden und die Zustimmung von Saris Vater errungen werden.“